# Калин камен (село)
Калин камен (на македонска литературна норма: Калин Камен) е бивше влашко село в планината Осогово, източната част на Северна Македония.

## География
Селото е било разположено под едноименния връх Калин камен и е било част от Кочанска кааза на Османската империя.

## История
Според статистиката на Васил Кънчов („Македония. Етнография и статистика“) от 1900 г. Калин камен има 600 жители, всички власи.
В селото работи румънско училище, в което преподава Гушу Гага от Ошин.
При избухването на Балканската война в 1912 година един човек от Калин камен е доброволец в Македоно-одринското опълчение.

## Личности
Родени в Калин камен
- Мите Костов, македоно-одрински опълченец, Втора рота на Втора скопска дружина, носител на орден „За храброст“ IV степен[5]
- Щерьо Наков (р. 1948), северномакедонски икономист